# Yoshio Kato
Yoshio Kato (加藤 好男), född 1 augusti 1957 i Saitama prefektur, Japan, är en japansk tidigare fotbollsspelare.